# 글로거의 법칙
글로거의 법칙(Gloger's rule)은 적도로부터 거리가 멀어지고 연평균 온도가 감소하면서 온혈동물의 개체수가 감소한다는 이론이다.
온난하고 습도가 높은 지역에 사는 동물일수록 색소 침착이 두드러지는데, 인종 형성의 측면에서 보면 이 현상은 흑인에게 해당하고 특히 밀림 속에 사는 니그릴로는 칠흑에 가깝다. 적도에서는 백인이 살아 남기 어렵다. 그러나 고위도 지대에서는 살결이 흰 편이 자외선을 피부 속으로 받아들이기 쉽고, 비타민 D의 생성에도 적합하다.

## 같이 보기
- 알렌의 법칙